# 蓬特韦斯的毛雷尔公馆

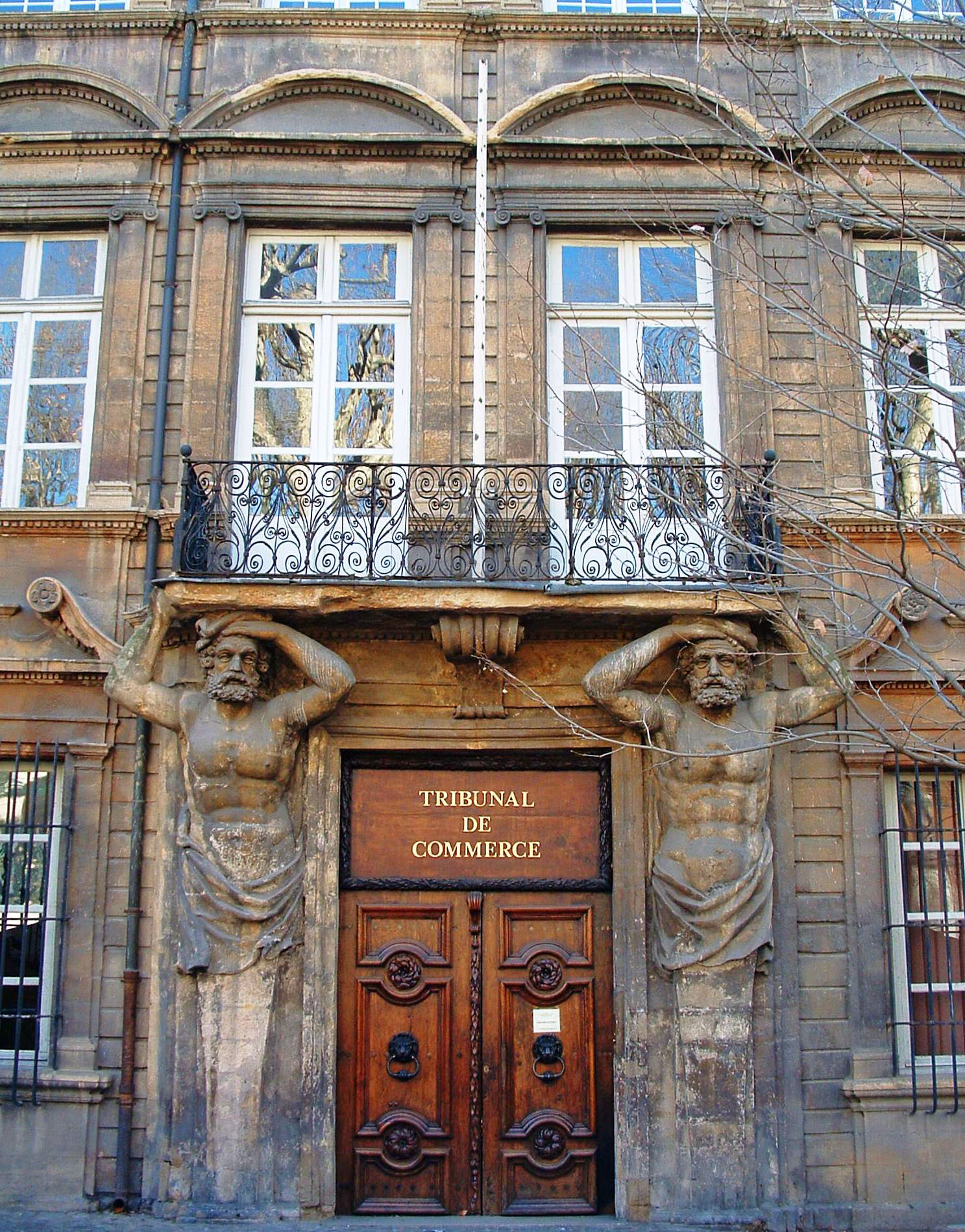
米拉波大道的前门

蓬特韦斯的毛雷尔公馆（Hôtel Maurel de Pontevès）即西班牙公馆（Hôtel d'Espagnet）是法国罗讷河口省普罗旺斯地区艾克斯的一座贵族府邸。

## 位置
公馆位于普罗旺斯地区艾克斯市中心的米拉波大道38号。

## 历史
该建筑是马扎然区最早建成的宅邸之一，始建于1647年，四年后完工（1651年）。它由建筑师让·伦巴德和皮埃尔·帕维隆设计。 他们结合了风格主义和巴洛克建筑的建筑风格。
第一位业主是一位富有的布商皮埃尔·毛雷尔，他购买了蓬特韦斯的侯爵。

## 保护
自1990年2月8日以来，它被列为法国历史遗迹。